# Rolieiro-das-molucas
O rolieiro-das-molucas (Eurystomus azureus), também conhecida como rolieiro-de-halmahera,  é uma espécie de ave da família Coraciidae.
É endémica da Indonésia. Os seus habitats naturais são: florestas subtropicais ou tropicais húmidas de baixa altitude e plantações. Está ameaçada por perda de habitat.